# Alue Batee (Ranto Peureulak)
Alue Batee is een bestuurslaag in het regentschap Aceh Timur van de provincie Atjeh, Indonesië. Alue Batee telt 448 inwoners (volkstelling 2010).